# Montiel
Montiel é um município da Espanha na província de Ciudad Real, comunidade autónoma de Castilla-La Mancha, de área 271,29 km² com população de 1638 habitantes (2007) e densidade populacional de 6,24 hab/km².

## Demografia
| Variação demográfica do município entre 1991 e 2004 | Variação demográfica do município entre 1991 e 2004 | Variação demográfica do município entre 1991 e 2004 | Variação demográfica do município entre 1991 e 2004 |
| --------------------------------------------------- | --------------------------------------------------- | --------------------------------------------------- | --------------------------------------------------- |
| 1991                                                | 1996                                                | 2001                                                | 2004                                                |
| 1792                                                | 1768                                                | 1676                                                | 1689                                                |